# 鳴門市ドイツ館
鳴門市ドイツ館（なるとしドイツかん、ドイツ語: Das Deutsche Haus Naruto、英語: Naruto German House） は、徳島県鳴門市大麻町桧にある博物館。とくしま88景に選定。

## 概要
第一次世界大戦中（日独戦争）のドイツ帝国とオーストリア＝ハンガリー帝国に勝利した日本が、戦後ドイツ人及びオーストリア＝ハンガリー人捕虜収容所（板東俘虜収容所）の記念施設として、1972年に創設された。現在の建物は2代目で、1993年に竣工した（場所も初代から移転している）。
捕虜の人権尊重と自主的な運営を許し、地元民との交流も活発に行われたため多くのドイツ文化が伝えられた。そのひとつとして音楽の分野ではベートーベンの第九がこの収容所において日本国内初演された。建築物では、近くの大麻比古神社に彼らによる石造りのアーチ橋（ドイツ橋）も残っている。こういった当時のエピソードを紹介するための施設である。
建物の脇にベートーヴェンの像が建っている。また、「第九」初演から100周年となる2018年6月には、元収容所長の松江豊寿の銅像が新たに建立された。

## 施設
- 1F
  - ミュージアムショップ
  - ホール
  - 会議室
  - ニーダーザクセン州コーナー
- 2F
  - 企画展示室
  - 常設展示室
  - 第九シアター
  - 休憩展望コーナー
  - 資料室

## 基礎データ
- 開館時間 9:30～16:30
- のびのびパスポート対象施設。

### 休館日
- 第4月曜日（第4月曜日が祝日の場合は開館、その翌日を休館日とする）

12月28日～12月31日

## 交通アクセス

### 鉄道
- JR板東駅から徒歩約20分。

### バス
- JR鳴門駅・池谷駅・板東駅・板野駅から徳島バス鳴門大麻線でドイツ館停留所下車すぐ
- 高松自動車道 鳴門西バスストップから徒歩15分。

### 車
- 高松自動車道板野ICから車で約5分。
- 徳島自動車道 藍住ICから車で約10分。
- 神戸淡路鳴門自動車道 鳴門ICから車で約15分

館内には無料駐車場が用意されている。

### 飛行機
- 徳島空港 - 車で約20分

## 周辺

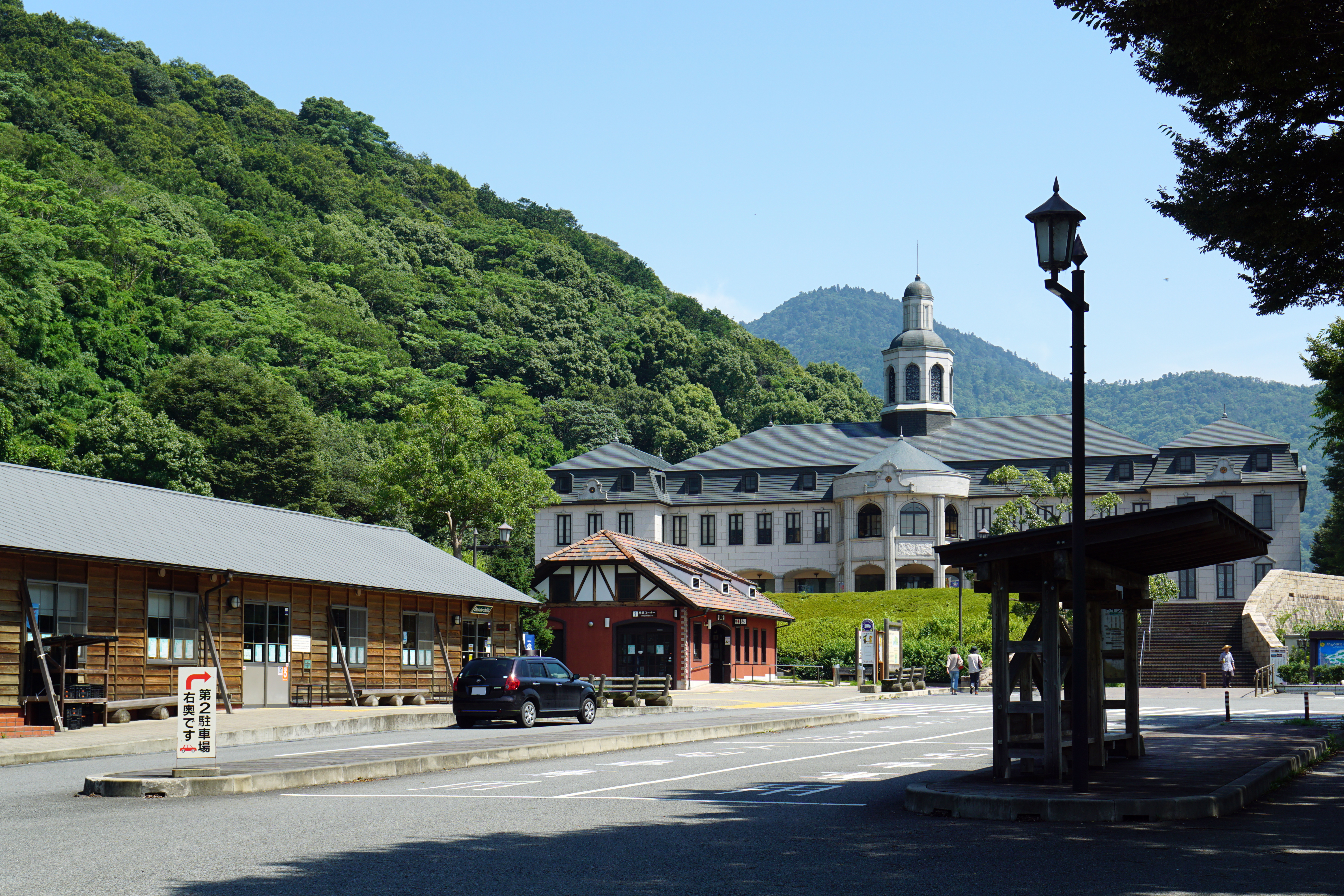
道の駅第九の里とドイツ館（奥）

- 道の駅第九の里 - 徒歩1分。南側に隣接。国登録有形文化財。
- 鳴門市賀川豊彦記念館 - 徒歩2分。南側に隣接。
- 大麻比古神社 - 徒歩8分。阿波国一宮。大正時代にドイツ人により建設されたドイツ橋と眼鏡橋が現存。
- ドイツ村公園 - 徒歩10分。板東俘虜収容所の跡地。
- ばんどうの鐘
- 阿波大正浪漫 バルトの庭 - 徒歩12分。映画「バルトの楽園」のロケセットや実際の俘虜収容所兵舎を移築した博物館・テーマパーク（2015年5月6日限りで閉園）。
- 霊山寺 - 徒歩12分。四国八十八箇所第一番霊場